# 加藤の乱

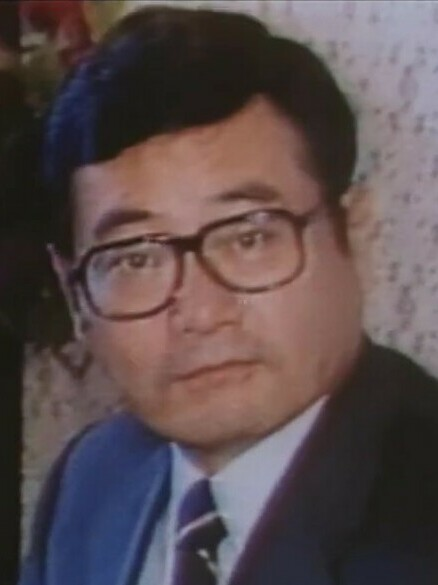
中心人物の加藤紘一（1985年）

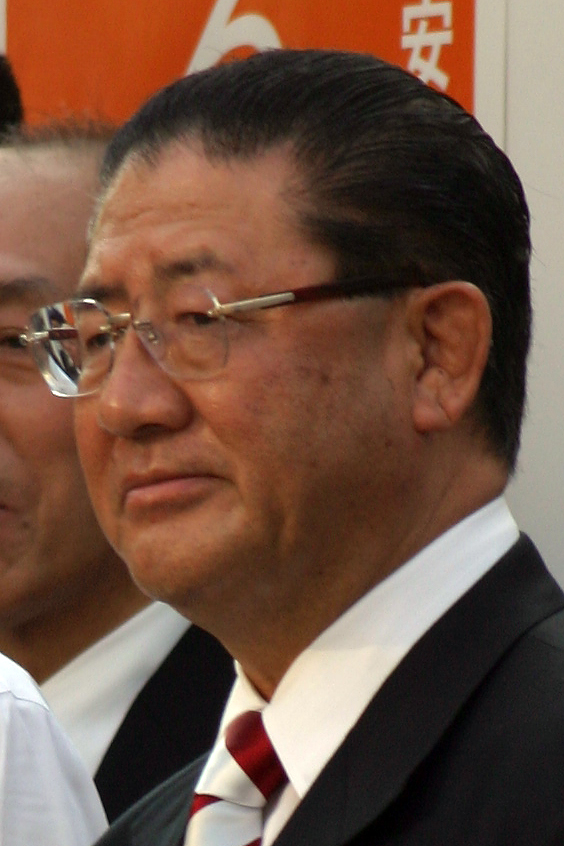
中心人物の山崎拓（2005年）

加藤の乱（かとうのらん）は、2000年11月に第2次森内閣打倒を目指して、与党・自由民主党の加藤紘一・山崎拓らが起こした、一連の倒閣運動。

## 概要
2000年（平成12年）11月20日の衆議院本会議に向けて、野党が森内閣不信任決議案を提出する動きを見せると、加藤紘一（宏池会会長）とその同志の国会議員が、賛成もしくは欠席すると宣言した。これに加藤の盟友である山崎拓（近未来政治研究会会長）が山崎派として同調する構えを見せた。
当時、衆議院の議席は与党が480人中272人を占め、半数より31人上回っていたが、衆議院の加藤派45人と山崎派19人の計64人が造反をすれば内閣不信任案が可決され、森内閣は内閣総辞職か衆議院解散を余儀なくされる。この発言は、加藤派の自民党からの独立、政界再編など様々な憶測を呼んだ。
党幹事長の野中広務による党内引き締めにより加藤の企図は失敗したが、自民党内の混乱は森政権の凋落に一層拍車をかけることになった。
当時、加藤紘一、山崎拓、小泉純一郎の3人は、自民党次世代のリーダー候補と言われ「YKKトリオ」と呼ばれていたが、この件で加藤・山崎は大きな打撃を負い、結果的に翌年春の自民党総裁選において小泉純一郎が当選する要因となった重大な党内内紛であったと評されている。

## 遠因
加藤と山崎は、それぞれが所属する派閥を継承し、総裁候補としての実績を着々と挙げていた。1999年自由民主党総裁選挙に出馬するも、事前の予想通り現職の小渕恵三に敗れた。しかし、あくまでも総裁選出馬を試金石と位置づけていた加藤と山崎に対し、無投票での再任を願っていた小渕は、2人が総裁選に出馬したことに激怒した。また、加藤が小渕に政策論争を挑んだことも小渕の逆鱗に触れた。温厚な人柄で通っていた小渕であったが「あいつは俺を追い落とそうとした」と加藤・山崎派を徹底的に干していく。非主流が干されることは政争の常であるが、小渕の対応は従来の処遇の範疇を超えていた。小選挙区制導入により、徐々に執行部の権力が強くなっており、非主流派の立場は一層厳しいものとなった。
当時の加藤は、改革派のイメージが強く（小渕とは財政に関して決定的に政策主張が違い、財政健全派や市場主義派に支持されていた）、首相になってほしい政治家ランキングなどにも上位に名前を出していた。また、党内で2番目の勢力を持つ派閥で保守本流である宏池会の会長や、「YKKの長男」として総裁候補の最有力と認識されていた。しかし、非主流派が干され続け、活路が見出せない中で小渕が急逝し、いわゆる五人組によって不透明な形で森総理が誕生する。
小渕再選前の政界では、加藤がポスト小渕の一番手であると衆目が一致していた。保守本流の派閥の長、橋本・小渕政権誕生への協力、幹事長としての新進党切り崩しなどの実績があったためである。しかし、当時の加藤は、小渕派（旧竹下派・田中派）に担がれる形での首相就任を拒んでいた。YKKとしての反竹下派の源流、宮澤内閣の竹下派（金丸）影響下の政権二重構造への反発などからである。しかし、自身が望む就任の形にこだわるあまり、その実現が遠のいていた。森との争いに後れをとった加藤の焦りが極まる一方で、森内閣は、神の国発言、中川秀直内閣官房長官のスキャンダルによる辞任などにより、内閣支持率は低迷を続け、不人気がピークに達していた。
支持率が低い森内閣のままで2001年参院選に突入すれば、自民党が惨敗することが予想された。自民党が敗北した1998年参院選での非改選議員と合わせて、与党における参議院議席数の過半数割れ（ねじれ国会）までもが懸念されていた。一時は執行部も、加藤・山崎を主流派に取り込もうとし、森内閣においては、前回人事での加藤派・山崎派の要望であった小里貞利の総務会長起用や、保岡興治の入閣を実現させた。しかし、森との経済・財政政策が決定的に違う加藤にとっては、これらの人事は自らの人気を下げることにつながるため、森とは距離を置いていた。
山崎は政界入りしてから長らく加藤の盟友であり、その政権構想はあくまでも加藤との連携が大前提であった。まず加藤政権を実現させた後に、山崎に政権が禅譲されることが目標であり、山崎はいかなる時も加藤を支える決意を持っていた。

## 加藤の戦略
加藤はマスメディアやウェブサイトなどを通じて世論に訴える戦術を採り、広く公衆の関心を集めた。不信任案提出当日の夜は、特集番組を放送したニュース番組等は軒並み高視聴率を記録し、タクシー・居酒屋・銭湯などは、利用者が通常日に比べ激減するほど、世間の関心を集めた。なお、加藤自身は書籍物における2ちゃんねる関連の記事などで2ちゃんねらーであることを公言している。
NHKの日曜討論に出演し、支持率が低下し不支持率が7割に達した森喜朗内閣に対し2000年11月に「国民の7割の人が支持しないと言っている内閣に対し、不信任決議を反対と言えるのか？自民党員であっても、賛成もありうる」と発言し、事実上の造反発言でメディアの注目を集めた。
加藤は、加藤派の一部の離脱は予想の範囲内であったが、不信任案を否決する人数まで切り崩されることはほとんど無いと確信していた。
なお、加藤は日本と外交上の懸案を抱えるロシアや北朝鮮等の外国の首脳に近い側近に使者を密かに送り、「森政権は崩壊して、加藤政権が誕生するから、森首相と交渉しないほうがいい」旨のメッセージを伝えていた。これについて森は「いくら政争といえども、外交の世界ではやってはいけないことと、やっていいことの線はあると思っている。この線について俺と加藤では違うようだ」と述べている。
マスコミ・世間は不信任案否決に至っても加藤が自民党を離脱し民主党に与すると思ったが、加藤は自民党に残り、あくまでも自民党の中で改革を狙うと主張した。2000年当時、自民党を離脱した過去の様々な勢力はどれも一過性なもので、時機が過ぎれば自民党在籍時より政界影響力が小さくなっていたことも加藤の念頭にはあった。

## 加藤の発言
意思表明時
「森首相に改造はやらせない。」
11月9日夜、虎ノ門のホテルオークラ東京内日本料理屋「山里」での政治評論家（渡邉恒雄、早坂茂三、中村慶一郎、三宅久之、屋山太郎ら中曽根派に強い面子）たちとの会合で、内閣改造の話が出た際に倒閣を宣言。この発言から加藤の乱が始まった。
中村が内閣官房参与であったため、加藤の倒閣宣言はすぐに中村から森首相に伝わった。
乱発生後
「私の携帯には菅さんの電話番号が入ってます」
盛んに菅直人や鳩山由紀夫との密接な関係をマスコミにアピールしていた。
採決の直前
「これから長いドラマが始まります。」
「100%勝てるが、今回ぼくは首相になれないだろう。次は河野さん（河野洋平外相）かもしれない」（順当度と、自身へのあてつけを意識して）
（17日未明に切り崩しの多数派工作が始まっていた時点での側近議員への電話）
乱の後
「私（加藤）は自民党内部での変革を望んでおり、国民は自民党を超えた政界の変革を望んでいた。これが大きな誤算だった」（『サンデープロジェクト』にて）

## ハプニング解散
この騒動において、加藤はハプニング解散を強く意識していたという。大平内閣当時、加藤は内閣官房副長官を務めており、官邸内からこの動きを見ていた。大平は加藤派の源流である大平派の領袖であり、またこれに反旗を翻した福田派はのちの森が率いた森派の源流であった。つまり、加藤の乱とは逆の立場での政局であった。

## 周辺の発言や行動

### 橋本龍太郎
11月11日夜、東京・紀尾井町の赤坂プリンスホテルで開かれた主流5派閥の会合にて「加藤は熱いフライパンの上でネコ踊りさせておけばいい」と発言した。
この発言以前にも、各有力者が加藤を批判するコメントを出していたが、エスカレートして橋本がこの発言を行った。加藤を応援する側の世論から格好の批判対象となり、主流派の中からもこのコメントに対して下品だと批判が出た。

### 小泉純一郎
小泉は衆議院本会議場でこの件について相談を加藤から受けている。その中で小泉は「俺ならもっと早くやっている」と語っており、加藤は小泉の支持（少なくとも個人的支持）は得たと解釈した向きがあった。評論家たちとの夜の会合の後に、マスコミが「加藤決起か!?」と伝えた際にYKKの仲の小泉が本人に確認し「加藤は本気だ」と述べたところから、加藤の決起が本物だということが一気に認知された。
森首相の出身派閥である森派の会長を務め「政策の小泉から、政局の小泉になる」と宣言していた小泉は、「加藤が不信任案に賛成する」とマスコミや野中ら党内実力者に積極的に情報を流し、それまで政策的に対立してきた野中ら党内実力者と連携して、加藤派や山崎派の若手らを説得する役割に回り、不信任案に反対した。
一部メディア（TBSテレビの報道番組『ブロードキャスター』など）は、加藤・山崎拓とともにYKKと呼ばれていた小泉が、森派の一部議員とともに離党し、加藤と合流するケースについて報道していたが現実味は薄かった。
乱後にYKKが初めて同席したパーティーで小泉が「YKKは友情と打算の二重構造」と発言したことが注目を浴びた。笑顔で発言した小泉と苦渋の表情で発言を聞いた加藤・山崎との表情の対比も視聴者に印象を残した（後に加藤・山崎は、小泉の原点がYKK等でなく、あくまでも福田赳夫にあり、森派を最重要視する政治家であったことを思い知らされる）。

### 野中広務
橋本派の野中広務幹事長は当然、加藤の行動を批判して、切り崩しの先頭に立った。実質的に切り崩し側の総責任者的ポジションとなり、マスコミにも多々出演した。全てが決まる（切り崩し工作が頂点を極める）と言われた不信任提出前の土日の日曜日に北海道の会合に出席するという行動すらとっている（日曜の政治関連番組には中継で出演）。週末以前は「除名」の一本槍で非常に強気な姿勢を見せていたが、日曜のテレビ発言で条件的に含みを残す発言に変わった（水面下では小里貞利が野中・青木らと交渉を断続的に続けていた）。
かつて野中は加藤が経世会と距離を置くまでは加藤を総理にすると公言してはばからなかった。1996年には加藤が幹事長時代に幹事長代理として補佐し、新進党からの保守系議員の引き抜き工作を行って自民党の衆議院単独過半数の成果を上げた関係であった。しかし、1999年の自民党総裁選で小渕の意向に反する形で加藤が立候補したことにより、（加藤と親しかったという理由で）官房長官をおろされるなど、とばっちりを受けたため、それ以降は反加藤となった。
乱後の野中は、加藤・山崎両名に党としての処分を下さなかったが、これは党内にも憂国の士がいることを森が理解してくれればいいという考えがあった上のことであり、「不信任案が否決されたとは言え、総理には慎重になってほしい」と発言した。しかしこれに対して森が、「不信任決議案が否決されているのに幹事長は何を言っているんだい」と発言したと聞いて野中は失望し、幹事長職を退いている。

### 宮澤喜一
乱の後、加藤は宮澤喜一への恨み節を隠さなかったという。
浜田幸一によると、加藤は事前に宮澤から「乱」の了解を得ていたか、煽られていたのだという。
前日の宮澤との食事会で加藤がプランを説明すると、宮澤はそれを肯定・後押しするような態度を加藤に取ったという。

### 古賀誠
加藤の側近であり、また野中とも親しかった古賀誠は一転して加藤派の大半を反加藤でまとめた。これにより、論功行賞で野中より幹事長ポストを譲られることとなった。

### 菅義偉
加藤派の一員であった菅義偉は乱の後、「しらーって感じですよ。首相の首を取るというから、命懸けでやったのに」とぼやいて加藤と距離を置き、後に派閥を離脱した。

### 岸田文雄
加藤派の一員であった岸田文雄は血判状をしたためて参加の覚悟を示し、決行前には石原伸晃、塩崎恭久、根本匠らの4人で出陣式を行った。しかし乱が鎮圧され、仲間が四散したことで岸田は「政治家として勝負をかけたときは、絶対に負け戦をしてはダメだ」という考えを持つようになり、戦いに慎重な性格へと変わっていった。
20年後の2020年、岸田は総裁選に出馬したが、同じく乱に参加していた菅義偉に敗れた。総裁選中に大部分の議員が菅義偉陣営に回る中、岸田の推薦人には加藤、谷垣、小里の後継者である加藤鮎子（加藤紘一の三女）、本田太郎（谷垣の地盤継承者）、小里泰弘（小里貞利の長男）らが名を連ね、選対本部長は加藤の側近であった遠藤利明が務めた。2021年の総裁選でも加藤鮎子、本田太郎の2人は再び岸田の推薦人に名を連ね、遠藤利明も再び選対本部長を務め、岸田の総裁就任に貢献した。

### 民主党・自由党
自由党党首の小沢一郎は11月17日（金曜日）に不信任決議案を提出するよう民主党代表の鳩山由紀夫に主張したが、これは週末議員が地元に戻り、後援者から不信任案への対応を考え直すよう説得される危険性が考えられるためだった。
しかし、加藤が土日で逆に派内議員を説得すると主張し、鳩山は11月20日（月曜日）に提出、結果的に土日に切り崩され、加藤派所属衆議院議員の半数は加藤と袂を分かった。乱失敗後、小沢は「男子じゃないな」とコメントしている。

### 加藤派・山崎派の現役閣僚の動き
現役閣僚だった山崎派の保岡興治法務大臣と加藤派の森田一運輸大臣は加藤・山崎の倒閣に表立って動けなかったものの、2人は加藤・山崎両派が内閣不信任案に賛成することを最終決定した場合、森首相に辞表を提出して不信任票を投ずることも考えていた。結局、加藤・山崎派が欠席戦術に切り替えたため、保岡と森田は出席して信任票を投じた。なお、加藤派の吉川芳男労働大臣は参議院議員のため衆議院の内閣不信任採決には関与していないが、加藤の乱には反対する意向を示した。
12月5日の内閣改造で上記3人は大臣職を解かれている。

## 執行部の切り崩し工作
執行部は加藤の同調者への切り崩し手段として、公認権を最大限活用した。
野中は内閣不信任案が可決された場合、森内閣に解散総選挙を求めるつもりであった。野中は2000年11月17日に、都道府県連に総選挙の準備を指示している。同時に不信任案の採決に賛成したり欠席したりした議員は除名もしくは公認しないことを決めた。また、小選挙区支部長の「差し替え」、つまり対立候補の擁立も考えていたという。
二大政党による対決が中心となる小選挙区制では二大政党の候補とならないと当選するのは難しい。また第一野党である民主党への合流という選択肢を事実上封じている中で元々の所属政党である自民党から公認されないことになると、二大政党間で埋没する中で当選が難しい選挙になってしまう可能性が出てきたため、加藤の同調者の多くは動揺し、加藤は同調者を十分集められなかったのである。
切り崩し終盤には加藤・山崎に除名届を内容証明郵便で送るなど徹底して除名の意思を崩さなかった。まず、加藤との決別を表明したベテランメンバーの中に宮澤の名前があったことが大きかった。それに続いて、切り崩しが進み形勢が微妙だった時点で加藤の政権構想立案を担当した丹羽雄哉や加藤の側近中の側近と言われた古賀誠が離反したことで形勢は一気に決まった。

## 顛末
党内の国会議員に同調者が広がらず、ベテラン議員の中に保守本流を自認する自派が党を割ることや野党の不信任案に同調するという禁じ手への不満・不安がある中で、野中を中心とする執行部が除名を強硬に主張して切り崩された結果、加藤の腹心でもある小里貞利総務会長の説得を受け入れ欠席戦術に切り替えた。これを加藤は涙ながらに「名誉ある撤退」と呼んだ。

### 「大将なんだから」
加藤派が切り崩され、敗北を確信した加藤、山崎が両派合同総会を開き、その後の対応を協議する場面の一部がそのままテレビで放映された。
会合は、午後9時30分よりホテルオークラ東京で開催。途中、加藤・山崎の2人が単独で議場で不信任票を投じに行くと発言する。自分が起こした倒閣運動により、党除名になろうとも一議員として最終的な責任を全うする、一方で自分たちに従った議員の党除名を防ぎ、非主流派として冷遇させないための配慮とされた。しかし、宣言して本会議場に向かおうとする加藤の肩を加藤派の谷垣禎一がつかみ「加藤先生は大将なんだから! 独りで突撃なんてダメですよ! 加藤先生が動く時は俺たちだってついていくんだから!」と懸命に慰留した。また、同じ加藤派の杉山憲夫も加藤の側で谷垣の発言に頷きながら「死ぬも生きるも一緒だ」と慰留に努めた。
側近たちの涙ながらの説得に加藤は顔を紅潮させ、涙をにじませ、歯を食いしばりながら立ちつくす。残った加藤・山崎派の議員は全員で欠席することを確認し、派閥の結束力を確認したと理解されている。
印象的なこのシーンは、加藤の乱を回顧する場合、その挫折を象徴するシーンとして必ず用いられるものであり、谷垣禎一の人物紹介でも欠かせない映像となっている。
しかしこの後、本会議は松浪健四郎議員がある議員席に向けて演壇上からコップの水を掛ける事件があったことから、内閣不信任案の採決は翌午前4時近くまで要した。加藤と山崎は派閥総会では欠席を決めていなかった。加藤と山崎が国会に向かい、到着したところで加藤が弱気になりホテルに引き返している。さらに、ホテルへ戻る途中、政治評論家矢野絢也から山崎に電話が入り「欠席すると2人とも政治生命を失う」と言われたことで再び国会に向かったが、また加藤の心が折れて、ホテルの部屋へ戻った。その上、ホテルで加藤が国会へ行くことを主張し、山崎は断り加藤が1人で国会へ向かったが、三度ホテルへ戻った。

### 派閥の分裂
この政局の結果、加藤派・宏池会は以下の様に分裂した。
- 加藤と行動をともにしたグループ（加藤派）
  - 加藤、小里のほかに原田昇左右、森田一、岸宏一、谷垣禎一、川崎二郎、逢沢一郎、園田博之ら。
- 反対したグループ（堀内派）
  - 宮澤喜一（前派閥会長）
  - 鈴木善幸（前々派閥会長、1990年の衆議院選挙で政界を引退していたが反対を表明した）
  - 池田行彦（宏池会創立の池田勇人の後継）
  - 丹羽雄哉（加藤の政権構想執筆者）
  - 堀内光雄
  - 古賀誠（加藤の側近中の側近）
  - 太田誠一ら

宏池会の源流的存在の宮澤・鈴木・池田らが反対に周り、加藤の有力側近まで反対に周りベテランは追従し、宏池会の大勢は反対が決定的となった。
両グループは2008年に合流するまで双方が宏池会を名乗る異常事態となっていた。
- また、上記どちらのグループにも属さず、一時無所属、あるいは現在も無所属を通している議員も存在する。

### 加藤派
当時、世論の森政権・自民党への支持が極端に低かったことから、加藤への期待感がとても大きかったにもかかわらず、離党を拒否し、投票も棄権したことにより逆に加藤への失望感や批判が渦巻いた。
加藤派の人数が大幅に減少し第2派閥から第6派閥に転落したこと、内閣改造と党役員改選によって加藤派の小里貞利が総務会長を離任し、森田一や吉川芳男が閣僚離任したことによって、加藤の党内影響力が大幅に低下した。翌年、かつての盟友小泉が総理総裁に就任すると、靖国参拝問題で助言するなど、外交経験の乏しい小泉の相談相手として一定の存在感を回復した。しかし翌2002年に政治資金問題を報じられ、秘書逮捕などによって派閥会長辞任、党離党、さらには議員辞職に追い込まれ、総理総裁候補から完全に脱落した。
議員辞職後の衆院選で議員当選して国政に復帰。自民党に復党し、加藤派の後継である小里派の最高顧問に就任したが、加藤及び小里派の政界影響力には既に限界があった。この様なことから、小里派も派の看板を将来の総裁候補と呼ばれていた谷垣に切り替えた。谷垣は小派閥出身者ながらも小泉内閣で財務相に就任しポスト小泉の一人として認知されるようになった。
加藤が倒閣運動を起こさなければ、派閥分裂は起こらず第2派閥領袖としての地位を保ち、2001年2月のえひめ丸事故を契機とするポスト森において、加藤が総理総裁になっていたと見る向きも多い。

### 山崎派
一方、山崎派の離脱者は、現役閣僚のために身動きが取れなかった保岡興治を除けば実質1人（稲葉大和）に留まり、派閥の結束を党内に知らしめた。乱に参加したこと自体には党内から批判を浴びたものの、小所帯ながらも、かつて鉄の団結を誇った田中派を彷彿とさせる結束に党内から感嘆の声が上がった。
しかしながら結束は保ったとは言え、加藤の乱以後は内閣改造で保岡が閣僚離任をして山崎派の閣僚が1人もいなくなり、党内での影響力は更に落ち込み窮していた。この間、加藤派との合流や民主党への合流が噂されたが、小泉総裁誕生後は山崎が幹事長、その後副総裁に就任し、主流派となるなど、山崎と山崎派は党内で影響力を維持することに成功した。

### 橋本派
主流派・執行部側として乱の沈静化にあたった野中を中心とする橋本派は面目躍如となった。しかし、決議案投票に若手数人が棄権した。鉄の団結を誇るとされた橋本派の足元が最初に揺らいだ場面となった。それまでにも分裂等を経験していた橋本派であったが、それまでの分裂・離脱は派内有力者に引っ張られるケースであった。今回の離脱は、若手自らの意思によるもので派閥の影響力にほころびが見えてきた例となった。
以前からの森の不適切発言が連続し支持率が急落していたため橋本派内では森擁護の意欲が薄れていた。加藤の乱自体は徹底して沈静化したものの、乱沈静化前後で「乱そのものは徹底的に鎮圧するが、決して森内閣を今後も支援していくわけではない」といったニュアンスの発言が橋本派幹部から多々出ており、既に橋本派内で森政権維持を断念・拒否したとすら見られる動きが出ていた。乱後は森政権から距離を置き始め、ポスト森を模索するようになった。これに小泉が激怒して当初は勝ち目のないと言われた総裁選出馬へ向かう事になる。

### 森喜朗
もしこの加藤の乱が成功して内閣不信任決議可決が確実となった場合、解散総選挙を強硬に促していた野中幹事長に反して党内融和を優先して、衆議院解散をせず内閣総辞職し、加藤に政権を渡す予定だったとされる。
不信任の対象となっていた内閣の首相だった森は2001年に内閣総辞職するも、次の首相には自派閥出身の小泉純一郎が選出され、派閥会長と後見人という立場で党内影響力を維持し、自ら率いる派閥（森派）も小泉政権下で主流派として党内で確実に勢力を伸ばし、後に2005年の衆議院選挙で当時の最大派閥であった橋本派を抜いて最大派閥に躍り出ることになる。
政策よりも党内の和を最も重視し、それによって出世したともいえる森は、後々までこの加藤の乱に対しての遺恨を持っており、2007年9月に発足した福田康夫政権の幹事長に谷垣禎一を起用することに反対したとされ（幹事長には、派を挙げて福田を支援した伊吹文明が就任し、谷垣は政調会長に落ち着いた）、乱の森へ与えた影響の大きさが垣間見える。
ただ、乱より8年後の2008年6月9日、都内の日本料理店で加藤と会食した。席の上で、加藤は「あの時は迷惑を掛けました」と謝罪し、森と握手して和解している。

## 不信任決議案における投票行動

### 賛成（190人）
- 民主党・無所属クラブ：127人
- 自由党：22人
- 日本共産党：20人
- 社会民主党・市民連合：19人
- 無所属の会：1人（中田宏）
- 無所属：1人（川田悦子）

### 反対（237人）
- 自由民主党：192人
  - 平成研究会（橋本龍太郎派）：57人
  - 清和政策研究会（森喜朗派）：39人
  - 志帥会（江藤隆美・亀井静香派）：35人
  - 宏池会（加藤紘一派）：24人
  - 番町政策研究所（旧河本敏夫派）：12人
  - 大勇会（河野洋平グループ）：12人
  - 近未来政治研究会（山崎拓派）：2人
  - 無派閥：10人
- 公明党：31人
- 保守党：6人
- 21世紀クラブ：6人（山本幸三、宇田川芳雄、上川陽子、北村誠吾、谷本龍哉、平井卓也）
- 無所属：2人（藤波孝生、徳田虎雄）

### 欠席（51人）
- 自由民主党：42人
  - 宏池会（加藤派）：21人
  - 近未来政治研究会（山崎派）：17人
  - 平成研究会（橋本派）：2人
  - 無派閥：2人
- 21世紀クラブ：3人（森田健作、金子恭之、近藤基彦）
- 無所属の会：3人（柿沢弘治、粟屋敏信、土屋品子）
- 民主党・無所属クラブ：1人（三村申吾）
- 無所属：2人（渡部恒三、中村喜四郎）

この「欠席」は棄権と同義。

### 退場（1人）
- 保守党：1人（松浪健四郎（後述））

## 本会議に欠席した自民党議員

### 宏池会（加藤派）
- 加藤紘一
- 逢沢一郎
- 石原伸晃
- 山本公一
- 福井照

- 小里貞利
- 金子一義
- 中谷元
- 佐藤勉

- 原田昇左右
- 北村直人
- 岸田文雄
- 塩崎恭久

- 谷垣禎一
- 杉山憲夫
- 根本匠
- 菅義偉

- 川崎二郎
- 園田博之
- 岩永峯一
- 望月義夫

### 近未来政治研究会（山崎派）
- 山崎拓
- 木村義雄
- 佐藤剛男
- 田中和徳

- 亀井善之
- 武部勤
- 田野瀬良太郎
- 渡辺具能

- 甘利明
- 遠藤武彦
- 林幹雄

- 自見庄三郎
- 渡海紀三朗
- 原田義昭

- 大野功統
- 岸本光造
- 奥谷通

### 平成研究会（橋本派）
- 松本和那

- 小西哲※病欠

### 無派閥
- 平沢勝栄

- 渡辺喜美

## 備考

### マスコミの反応
マスコミやマスコミの言うところの国民にとって、最も「分り辛い」点として、現内閣への内閣不信任案に同調しながらも、離党は絶対にしないという理論が乱中に何度も取り上げられ、加藤本人への突っ込みでも何度も使われた。加藤本人は、「過去に自民党を改革しようとして離党した人たちが度々いたが、一時の盛り上がりだけで、毎度いずれエネルギーを失ってしまっている。結局、改革に繋がらない行動になっている。だから、私たちは中でやる。」という主張を度々繰りかえしたが、マスコミには「それでも分り辛い」と評されていた。

### 本会議場でのコップ水事件
衆議院本会議の演説において、松浪健四郎が野次に激昂し、壇上からコップの水を掛けるという事件が起こった。
加藤の乱で揺れていた森内閣不信任案決議で、保守党を代表して反対討論を行っている最中、民主党議員から「おまえ、党首（＝扇千景）と何発やったんだ」と野次られたことを理由に、国会の壇上から永田寿康に目掛けてコップの水を浴びせた（永田は否定しているが、松浪本人と高市早苗が主張している）。
水掛けの直後、抗議する野党議員が一斉に演壇に押しかけ大騒ぎとなり、あまりの音量に松浪は耳をふさぎながら、早口で草稿を読み上げ演壇から降りた。松浪はこの場で衆議院議長から本会議場からの退場処分を下され、衆議院懲罰委員会で25日の登院停止処分を受けた。

### 早坂茂三
加藤の意思表明の会合に出席していた早坂茂三は、翌2001年正月に放送された「平成日本のよふけ」スペシャルの中で加藤の乱について触れ、『自作自演のうちにあっという間に鎮圧された』『加藤は度胸ゼロ、東大法学部出身の悪い例』などと加藤を酷評している。

### 勘違い?
2007年6月29日、衆議院に安倍内閣不信任決議案が提出された際、加藤は賛成を意味する白票を持って壇上に上がった。「加藤の乱」の再発かと一時危惧されたが、加藤は白票を渡す直前にあわてて自分の席に戻り反対を意味する青票に持ち替えた。
本人曰く、与党議員は法案の採決でよく白票を使うために起きた単なる勘違いであったとのことだが、「本音は賛成だったのではないか」という周りの声もある。安倍は旧森派に属していた。